# Котик, Ян
Ян Котик (чеш. Jan Kotík; 4 января 1916, Турнов — 23 марта 2002, Берлин) — чешский художник, график, живший и работавший также в Берлине.

## Биография и творчество
Сын художника Православа Котика. В 1934 году переехал в Прагу, где с 1936 по 1941 год учился в Высшей школе прикладного искусства. Работа художника на Всемирной выставке искусств и техники в 1937 году в Париже завоевала бронзовую медаль. В 1939 году вышел сборник графических работ Котика под названием «Завет горящей страны» (англ. «The Testament of Burning Country»), посвящённый Чехословакии, оккупированной немецко-фашистскими войсками. Также был одним из основателей авангардистской художественной группы «Skupina 42».
В послевоенной социалистической Чехословакии абстрактные полотна Котика не находили понимания; занимался промышленным дизайном и художественным стеклянным литьём, достигнув в этих областях большого мастерства. На Всемирной выставке в Брюсселе в 1958 году одна из стеклянных скульптур Котика была удостоена серебряной медали.
После приезда в 1969 году в Западный Берлин как стипендиат DAAD остался там навсегда. Это решение им было принято по политическим мотивам, как личный ответ на подавление Пражской весны. В 1979 году Новый Берлинский союз художников организовал в оранжерее Дворца Шарлоттенбург выставку «Ян Котик: работы 1970—1979». С 1992 года художник был членом Берлинской академии художеств. В 1997 году стал лауреатом премии Фреда Тилера.
Произведения Котика экспонировались на многих выставках, в том числе на персональных:
- Галерея «Contemporaine», Брюссель (1959),
- Галерея «Skandinavia», Стокгольм (1968),
- Галерея «Tanit», Мюнхен (1973),
- Дворец Шарлоттенбург, Берлин (1979),
- Галерея Петерсена, Берлин (1981, 1983, 1986),
- Государственный университет штата Нью-Йорк, Нью-Йорк (1983),
- Музей Фолькванг, Эссен (1986),

Марка Чехословакии в честь
IX съезда Коммунистической партии Чехословакии, автор эскиза — Я. Котик, 1949

- Государственный Кунстхалле, Берлин (1992),
- Берлинская галерея, Берлин (1997),
- Галерея Иржи Свестки[чеш.], Прага (1998, 2003 — посмертно),
- Национальная галерея, Прага (2002 — посмертно) и др.

Был также автором рисунков для трёх почтовых марок Чехословакии, выходивших в 1949 году:
- IX съезд Коммунистической партии Чехословакии  (Mi #577)[4].
- II съезд профсоюзов, две марки  (Mi #597, 598)[5].